# Aeropus II van Macedonië
Aeropus II (Airopos II), was een regent van de minderjarige Orestes, echter werd zelf van 397 tot 396 v.Chr. tot koning van Macedonië gekozen.
Hij regeerde maar kort doordat hij stierf aan een ziekte. Zijn zoon Pausanias van Macedonië besteeg later de troon, totdat hij stierf. Maar eerst werd Orestes' broer Archelaus II van Macedonië koning.